# Christoph Friedrich Kurlbaum
Christoph Friedrich Kurlbaum (* 31. März 1833 in Dissen; † nach 1890) war Unternehmer und Mitglied des Deutschen Reichstags.

## Leben
Kurlbaum besuchte die Bürger- oder Realschule und absolvierte seine kaufmännische Lehrzeit in Osnabrück. Seit 1854 wohnte er in Annaberg, wo er bis 1885 Mitinhaber der Firma Fr. Bamberg & Co. und danach Mitarbeiter in der Firma seines Sohnes (KURLBAUM & Georgi) war. Er war zehn Jahre Stadtverordneter bzw. Stadtrat und auch Mitglied des Bezirkstages.
Von 1887 bis 1890 war er Mitglied des Deutschen Reichstags für den Wahlkreis Königreich Sachsen 19 Stollberg, Schneeberg und die Nationalliberale Partei.